# Chaetopelma persianum
Espèce
Chaetopelma persianum est une espèce d'araignées mygalomorphes de la famille des Theraphosidae.

## Distribution
Cette espèce est endémique de la province d'Azerbaïdjan occidental en Iran. Elle se rencontre vers Mahabad.

## Description
La femelle holotype mesure 36,6 mm

## Systématique et taxinomie
Cette espèce a été décrite en 2023 par Alireza Zamani et Rick C. West (d).

## Étymologie
Son nom d'espèce lui a été donné en référence au lieu de sa découverte, la Perse.

## Publication originale
- (en) Alireza Zamani et Rick C. West, « A new species of Chaetopelma Ausserer, 1871 (Araneae, Theraphosidae) from Iran », ZooKeys, Bulgarie, vol. 1174,‎ 8 août 2023, p. 75-84 (ISSN 1313-2970, lire en ligne, consulté le 7 septembre 2023).